# Дин Цзиньхуэй
Дин Цзиньхуэ́й (кит. упр. 丁锦辉, пиньинь Dīng Jǐnhuī; род. 27 октября 1990 года) — китайский профессиональный баскетболист, в настоящее время выступает за клуб китайской баскетбольной ассоциации «Чжэцзян Голден Буллз» и национальную сборную Китая.

## Карьера

### Клубная карьера
С 2004 года принимал участие в играх за молодёжную команду «Чжэцзян Голден Буллз». В сезонах 2009-11 годов Дин Цзиньхуэй выступал за основной состав клуба. В среднем за игру набирал 14,1 очка и делал 6,3 подбора в 32 играх сезона 2009-10 в составе «Голден Буллз». По итогам сезона попал в состав сборной команды Юга для участия в матче всех звёзд КБА.

### Международная карьера
Дин является игроком национальной сборной КНР по баскетболу. В составе сборной принял участие в чемпионате мира 2010 года в Турции.